# Kangkung Ilir
Kangkung Ilir is een bestuurslaag in het regentschap Ogan Komering Ulu van de provincie Zuid-Sumatra, Indonesië. Kangkung Ilir telt 1406 inwoners (volkstelling 2010).